# Tatyana Devyatova
Tatyana Devyatova (n. 19 septembrie 1948, Kup'eansk, RSS Ucraineană, URSS) este o înotătoare ucraineană, medaliată olimpică. A participat la 2 ediții ale Jocurilor Olimpice (1964, 1968) în care a câștigat o medalie de bronz.